# طيطاق (مقاطعة ديواندرة)
طيطاق (بالفارسية: طیطاق) هي قرية تقع في قسم كولة الريفي (مقاطعة ديواندرة) في إيران. يقدر عدد سكانها بـ 40 نسمة بحسب إحصاء 2016.